# Williams FW47
La Williams FW47 è una monoposto di Formula 1 realizzata dalla Williams Racing, per gareggiare nel campionato mondiale di Formula 1 2025. La vettura è stata presentata il 14 febbraio 2025 al circuito di Silverstone.

## Livrea
La livrea della FW47 mantiene come colore preponderante il blu e adotta un nuovo disegno, per celebrare l'inizio del rapporto tra il team britannico e il nuovo title sponsor Atlassian: una sfumatura che, dall'anteriore al retrotreno, va dal tradizionale blu Williams a una tonalità più chiara, propria dell'azienda australiana.

## Carriera agonistica

### Stagione
La line-up piloti vede la conferma di Alexander Albon, al suo quarto anno nel team, affiancato a Carlos Sainz Jr, proveniente dalla Ferrari.
Il team di Grove si dimostra capace di battagliare apertamente per i punti, all'esordio in Australia Albon si classifica quinto, migliore risultato per la squadra dal secondo posto di George Russell al Gran Premio del Belgio 2021. Il team si dimostra molto in forma, riuscendo a cogliere spesso piazzamenti nei punti, specialmente col pilota thailandese che raccoglie altri due quinti posti consecutivi a Miami e ad Imola, mentre Sainz Jr coglie come migliori risultati due ottavi posti, questi ottimi risultati segnano il miglior bottino di punti dalla stagione 2016.
Nonostante i buoni risultati, che a inizio stagione permettono alla vettura di battagliare con i top team in diverse gare, la squadra decide di interrompere lo sviluppo per concentrarsi sulla progettazione della monoposto 2026, comportando un graduale calo di prestazioni nel corso del campionato.

## Piloti
| Piloti ufficiali       | Piloti ufficiali | Piloti ufficiali |
| Nazione                | Nome             | Numero           |
| ---------------------- | ---------------- | ---------------- |
| Thailandia (bandiera)  | Alexander Albon  | 23               |
| Spagna (bandiera)      | Carlos Sainz Jr. | 55               |
| Piloti di riserva      |                  |                  |
| Nazione                | Nome             | Numero           |
| Regno Unito (bandiera) | Oliver Turvey    |                  |
| Regno Unito (bandiera) | Luke Browning    | 46               |
| Francia (bandiera)     | Victor Martins   | 45               |

## Risultati in Formula 1
| Anno | Team     | Motore   | Gomme | Piloti    |     |    |    |     |   |   |   |    |     |     |     |    |     |    |  |  |  |  |  |  |  |  |  |  | Punti | Pos. |
| ---- | -------- | -------- | ----- | --------- | --- | -- | -- | --- | - | - | - | -- | --- | --- | --- | -- | --- | -- |  |  |  |  |  |  |  |  |  |  | ----- | ---- |
| 2025 | Williams | Mercedes | P     | Albon     | 5   | 7  | 9  | 12  | 9 | 5 | 5 | 9  | Rit | Rit | Rit | 8  | 6   | 15 |  |  |  |  |  |  |  |  |  |  | 70    | 5º   |
| 2025 | Williams | Mercedes | P     | Sainz Jr. | Rit | 10 | 14 | Rit | 8 | 9 | 8 | 10 | 14  | 10  | NP  | 12 | 186 | 14 |  |  |  |  |  |  |  |  |  |  | 70    | 5º   |

| Legenda | 1º posto     | 2º posto | 3º posto    | A punti         | Senza punti/Non class.  | Grassetto – Pole position Corsivo – Giro più veloce Apice – Risultato Sprint (A punti) |
| Legenda | Squalificato | Ritirato | Non partito | Non qualificato | Solo prove/Terzo pilota | Grassetto – Pole position Corsivo – Giro più veloce Apice – Risultato Sprint (A punti) |